# دانيال هيرمان (ناشر)
دانيال هيرمان (بالإنجليزية: Daniel Herman)‏ هو ناشر أمريكي، ولد في 2 مارس 1957.